# Le Bruit des glaçons
Le Bruit des glaçons è un film del 2010 diretto da Bertrand Blier.

## Trama
Il famoso scrittore Charles Faulque vive ormai da tempo ritirato in una villa nella campagna francese, lontano dalla vita mondana di Parigi e dei salotti letterari. Da quando la moglie lo ha lasciato, Faulque si è abituato a convivere col tintinnio del ghiaccio che tiene in fresco le sue riserve di vino, abbandonandosi, sempre sotto lo sguardo devoto della domestica Louisa, ad alcolismo e a giovani frequentazioni con ragazze dell'Est. Finché una mattina si presenta all'ingresso della villa un uomo d'aspetto distinto che dichiara di essere il suo cancro.

## Produzione

### Riprese
Il film è stato girato principalmente a Sète, Nîmes ma anche a Anduze tra il 2009 il 2010.

## Colonna sonora
Musiche di: Pascal Dusapin, Eddy Louiss, Lester Bowie, Maurice Ravel, Les Yeux Noirs, Claudio Monteverdi, Clara Schumann, Bohuslav Martinů, Georg Friedrich Händel, Félix Leclerc, Leonard Cohen, Jacques Brel e Nina Simone.

## Riconoscimenti
- Anne Alvaro ha ottenuto il premio come migliore attrice non protagonista ai César 2011.
- Il film ha ottenuto il premio "Premio Label Europa Cinemas - Giornate degli Autori" alla 67ª Mostra internazionale d'arte cinematografica di Venezia.